# Bournand
Pour les articles homonymes, voir François Bournand.
Ne doit pas être confondue avec la commune d’Indre-et-Loire Bournan
Bournand est une commune du Centre-Ouest de la France, située dans le département de la Vienne en région Nouvelle-Aquitaine.
Ses habitants sont appelés les Bournandais.

## Géographie

### Géologie et relief
La région de Bournand présente un paysage de plaines vallonnées plus ou moins boisées. Le terroir se compose :
- des sables verts pour 49 %, d'argile pour 44 % et de tuffeau jaune pour 3 % sur les collines et les dépressions sableuses des bordures du Bassin parisien.
- d'argilo sur les terres de Doucins (c’est une terre argilo-limoneuse propre à la région) et les landes de la bordure Aquitaine,
- de champagnes ou aubues (ce sont des sols gris clair, argilo-limoneux, sur craie et donc calcaires) pour 4% sur les autres collines.

### Communes limitrophes
| Roiffé             | Lerné (Indre-et-Loire) |          |
| Les Trois-Moutiers | Bournand               | Vézières |
|                    | Loudun                 | Basses   |

La commune est située à 10 km de Loudun, la ville la plus proche.

### Hydrographie
La commune est traversée par 1 km de cours d'eau.

### Climat
Pour des articles plus généraux, voir Climat de la Nouvelle-Aquitaine et Climat de la Vienne.
Historiquement, la commune est exposée à un climat océanique du nord-ouest.  
En 2020, Météo-France publie une typologie des climats de la France métropolitaine dans laquelle la commune est exposée à un climat océanique altéré et est dans la région climatique  Moyenne vallée de la Loire, caractérisée par une bonne insolation (1 850 h/an) et un été peu pluvieux.
Pour la période 1971-2000, la température annuelle moyenne est de 11,8 °C, avec une amplitude thermique annuelle de 14,6 °C. Le cumul annuel moyen de précipitations est de 634 mm, avec 11 jours de précipitations en janvier et 6,3 jours en juillet. Pour la période 1991-2020, la température moyenne annuelle observée sur la station météorologique la plus proche, située sur la commune de Loudun à 8,59 km à vol d'oiseau, est de 0,0 °C et le cumul annuel moyen de précipitations est de 0,0 mm,. Pour l'avenir, les paramètres climatiques de la commune estimés pour 2050 selon différents scénarios d’émission de gaz à effet de serre sont consultables sur un site dédié publié par Météo-France en novembre 2022.

## Urbanisme

### Typologie
Au 1er janvier 2024, Bournand est catégorisée commune rurale à habitat dispersé, selon la nouvelle grille communale de densité à sept niveaux définie par l'Insee en 2022.
Elle est située hors unité urbaine. Par ailleurs la commune fait partie de l'aire d'attraction de Loudun, dont elle est une commune de la couronne,. Cette aire, qui regroupe 25 communes, est catégorisée dans les aires de moins de 50 000 habitants,.

### Occupation des sols
L'occupation des sols de la commune, telle qu'elle ressort de la base de données européenne d’occupation biophysique des sols Corine Land Cover (CLC), est marquée par l'importance des territoires agricoles (67,4 % en 2018), une proportion sensiblement équivalente à celle de 1990 (68 %). La répartition détaillée en 2018 est la suivante : 
terres arables (44,1 %), forêts (30,2 %), zones agricoles hétérogènes (12,6 %), prairies (10,7 %), zones urbanisées (2,4 %). L'évolution de l’occupation des sols de la commune et de ses infrastructures peut être observée sur les différentes représentations cartographiques du territoire : la carte de Cassini (XVIIIe siècle), la carte d'état-major (1820-1866) et les cartes ou photos aériennes de l'IGN pour la période actuelle (1950 à aujourd'hui).

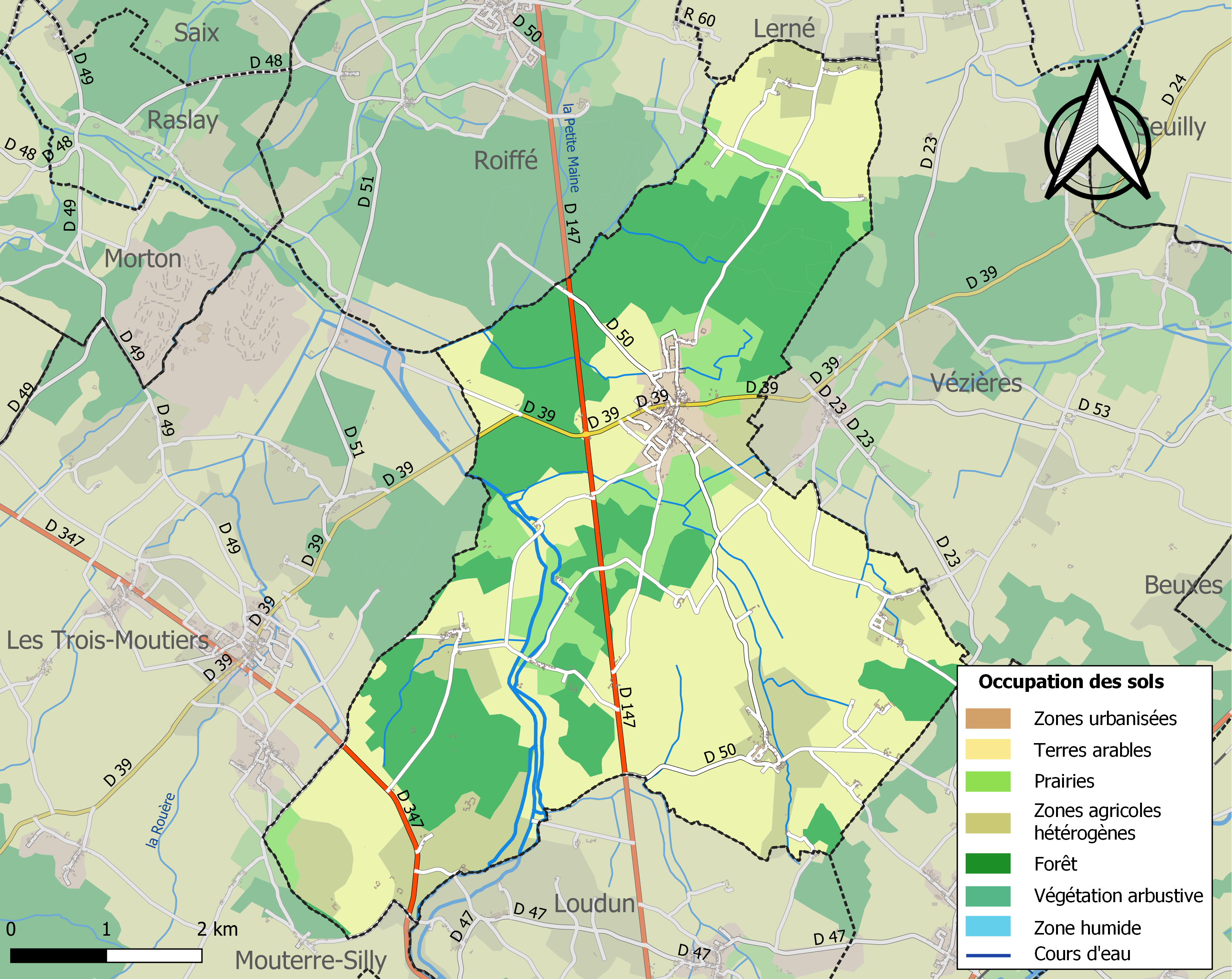
Carte des infrastructures et de l'occupation des sols de la commune en 2018 (CLC).

### Risques majeurs
Le territoire de la commune de Bournand est vulnérable à différents aléas naturels : météorologiques (tempête, orage, neige, grand froid, canicule ou sécheresse), inondations, mouvements de terrains et séisme (sismicité modérée). Il est également exposé à un risque technologique,  le transport de matières dangereuses. Un site publié par le BRGM permet d'évaluer simplement et rapidement les risques d'un bien localisé soit par son adresse soit par le numéro de sa parcelle.

#### Risques naturels
Certaines parties du territoire communal sont susceptibles d’être affectées par le risque d’inondation par débordement de cours d'eau, notamment le ruisseau Boire. La commune a été reconnue en état de catastrophe naturelle au titre des dommages causés par les inondations et coulées de boue survenues en 1982, 1999, 2010 et 2013,.

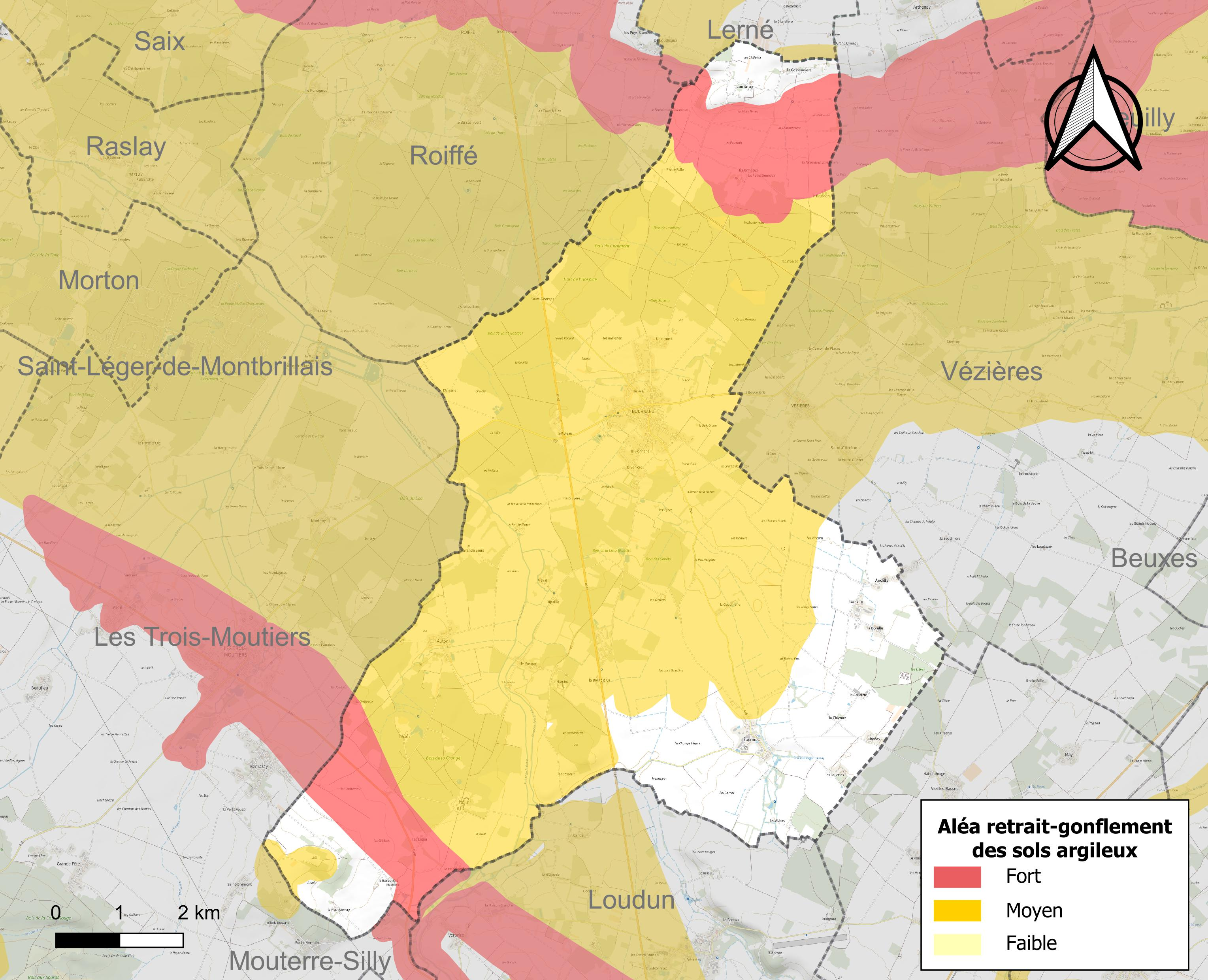
Carte des zones d'aléa retrait-gonflement des sols argileux de Bournand.

Les mouvements de terrains susceptibles de se produire sur la commune sont des affaissements et effondrements liés aux cavités souterraines (hors mines) et des tassements différentiels. Afin de mieux appréhender le risque d’affaissement de terrain, un inventaire national permet de localiser les éventuelles cavités souterraines sur la commune. Le retrait-gonflement des sols argileux est susceptible d'engendrer des dommages importants aux bâtiments en cas d’alternance de périodes de sécheresse et de pluie. 78,7 % de la superficie communale est en aléa moyen ou fort (79,5 % au niveau départemental et 48,5 % au niveau national). Depuis le 1er octobre 2020, en application de la loi ÉLAN, différentes contraintes s'imposent aux vendeurs, maîtres d'ouvrages ou constructeurs de biens situés dans une zone classée en aléa moyen ou fort,.
La commune a été reconnue en état de catastrophe naturelle au titre des dommages causés par des mouvements de terrain en 1999 et 2010.

## Politique et administration

### Liste des maires
| Période                                  | Période | Identité      | Étiquette | Qualité |
| ---------------------------------------- | ------- | ------------- | --------- | ------- |
| Les données manquantes sont à compléter. |         |               |           |         |
| mars 2001                                |         | Marcel Lorain |           |         |

### Instances judiciaires et administratives
La commune relève du tribunal d'instance de Poitiers, du tribunal de grande instance de Poitiers, de la cour d'appel de Poitiers, du tribunal pour enfants de Poitiers, du conseil de prud'hommes de Poitiers, du tribunal de commerce de Poitiers, du tribunal administratif de Poitiers et de la cour administrative d'appel de Bordeaux, du tribunal des pensions de Poitiers, du tribunal des affaires de la Sécurité Sociale de la Vienne, de la cour d’assises de la Vienne.

### Services publics
Les réformes successives de La Poste ont conduit à la fermeture de nombreux bureaux de poste ou à leur transformation en simple relais. Toutefois, la commune a pu maintenir le sien.

## Démographie
L'évolution du nombre d'habitants est connue à travers les recensements de la population effectués dans la commune depuis 1793. Pour les communes de moins de 10 000 habitants, une enquête de recensement portant sur toute la population est réalisée tous les cinq ans, les populations de référence des années intermédiaires étant quant à elles estimées par interpolation ou extrapolation. Pour la commune, le premier recensement exhaustif entrant dans le cadre du nouveau dispositif a été réalisé en 2004.

En 2022, la commune comptait 929 habitants, en évolution de +6,29 % par rapport à 2016 (Vienne : +0,6 %, France hors Mayotte : +2,11 %).
| 1793 | 1800 | 1806 | 1821 | 1831 | 1836 | 1841 | 1846 | 1851 |
| ---- | ---- | ---- | ---- | ---- | ---- | ---- | ---- | ---- |
| 720  | 822  | 730  | 823  | 866  | 880  | 887  | 900  | 880  |

| 1856 | 1861 | 1866 | 1872 | 1876 | 1881 | 1886 | 1891 | 1896 |
| ---- | ---- | ---- | ---- | ---- | ---- | ---- | ---- | ---- |
| 844  | 865  | 860  | 857  | 860  | 864  | 862  | 873  | 878  |

| 1901 | 1906 | 1911 | 1921 | 1926 | 1931 | 1936 | 1946 | 1954 |
| ---- | ---- | ---- | ---- | ---- | ---- | ---- | ---- | ---- |
| 886  | 883  | 834  | 770  | 753  | 758  | 763  | 800  | 781  |

| 1962 | 1968 | 1975 | 1982 | 1990 | 1999 | 2004 | 2006 | 2009 |
| ---- | ---- | ---- | ---- | ---- | ---- | ---- | ---- | ---- |
| 810  | 730  | 670  | 633  | 645  | 641  | 641  | 631  | 681  |

| 2014 | 2019 | 2022 | - | - | - | - | - | - |
| ---- | ---- | ---- | - | - | - | - | - | - |
| 826  | 885  | 929  | - | - | - | - | - | - |

En 2008, la densité de population de la commune était de 20 hab./km2, 61 hab./km2 pour le département, 68 hab./km2 pour la région Poitou-Charentes et 115 hab./km2 pour la France.

## Économie
Selon la direction régionale de l'Alimentation, de l'Agriculture et de la Forêt de Poitou-Charentes, il n'y a plus que 26 exploitations agricoles en 2010 contre 33 en 2000.
Les surfaces agricoles utilisées ont diminué et sont passées de 1 534 hectares en 2000 à 1 499 hectares en 2010. 56 % sont destinées à la culture des céréales (blé tendre essentiellement mais aussi orges et maïs), 18 % pour les oléagineux (colza mais surtout du tournesol), 11 % pour le fourrage et 4 % reste en herbes.
5 exploitations en 2010 (contre 9 en 2000) abritent un élevage de bovins (597 têtes en 2010 contre 737 têtes en 2000).
3 exploitations en 2010 comme en 2000 abritent un élevage d'ovins (14 têtes en 2010 contre 44 têtes en 2000).
L'élevage de volailles a connu une baisse très importante : 4 610 têtes en 2000 répartis sur 17 fermes contre 520 têtes en 2010 répartis sur 10 fermes.
3 exploitations en 2010 comme en 2000 abritent un élevage de chèvres : 829 têtes en 2010 contre 238 têtes en 2000. C’est un des troupeaux importants de caprins du département de la Vienne (74 500 têtes en 2011) qui est le deuxième département pour l’élevage des chèvres derrière le département des Deux-Sèvres. La vocation laitière du troupeau est très forte. Moins de 2 % des élevages caprins sont non laitiers en 2000. La quasi-totalité de la production laitière, en constante augmentation (de 2000 à 2011 : + 44 %) est livrée à l’industrie agro-alimentaire soit 96 % des 485 000 hectolitres  récoltés dans l’ensemble du département de la Vienne en 2004. La production de fromage à la ferme reste très marginale et ne représente que 1 % de la production de lait et 6 % des fermes. 75 % des élevages sont basés sur un système de production de type hors sol, la surface agricole étant destinée essentiellement dans ce cas, à la production de fourrage. 75 % de ces exploitations  n’élèvent que des chèvres. Le dynamisme de cet élevage, l’accent porté sur la qualité des produits a permis d’obtenir  les AOC « chabichou du Poitou » et « sainte maure de Touraine » pour les fromages produits.

## Culture locale et patrimoine

### Lieux et monuments
- La Pierre Folle des Ormeaux est un monumental dolmen de type angevin situé dans la cour d'une ferme non accessible aux visiteurs. Le mégalithe est classé monument historique depuis 1889.
- Dolmen à Epennes.
- Butte de Saint-Drémont mentionnée comme dolmen mais il s'agit plus vraisemblablement d'un chaos naturel.
- Ruines de la commanderie des Moulins, qui dépendait des Templiers de l'Isle-Bouchard puis a été rattachée aux Hospitaliers de Loudun. Il en subsiste le logis d'habitation, le cellier voûté et le chœur de la chapelle très restaurée à plusieurs reprises, classée monument historique dès 1863. L'intérieur en croisées d'ogives est caractéristique du style gothique angevin. Les sculptures de personnages sont de très grande qualité. Elle figure dans le capitulaire de la Coudrie en 1216[31]. L'édifice a été classé au titre des monuments historique en 1963[32].
- Église Saint-Martin datant de 1895. Elle possède un beau tabernacle du XVIIe siècle. Elle n'a conservé du précédent édifice de style roman que le portail d'entrée, inscrit comme monument historique en 1938[33], et un bel autel provenant de l'abbaye royale de Fontevraud.
- Lavoir de la Fontaine, situé à l'entrée du bourg. Il est alimenté par une eau sulfureuse qui sourde dans un petit édifice attenant.
- Le château de Verrières, inscrit comme monument historique depuis 1931.
- Logis de Thênay. Il est attesté à plusieurs reprises au milieu du XVe siècle[34].

### Patrimoine naturel

#### Le bois de Grandjean
La commune contient une zone naturelle d'intérêt écologique, faunistique et floristique (ZNIEFF) : le bois Grandjean.
Le bois de Grandjean fait partie d’une étendue forestière qui s’étend entre Roiffé et Bournand, de part et d’autre de la D 147.
Dans ce secteur du Loudunais, les sols sont constitués d’épais dépôts sableux sur lesquels se sont formées des « varennes » ou « sables verts », des sols sableux à argilo-sableux intercalés de niveaux marneux, profonds, acides ou neutres selon les secteurs, et tantôt arides ou tantôt hydromorphes.
La nature très particulière de ces sols, qui couvrent près de 55 000 hectares dans le nord du département de la Vienne, a généré le développement d’une flore très originale mêlant les plantes calcicoles, acidophiles, hygrophiles et xérophiles que l‘on retrouve dans le bois de Grandjean. Le couvert arboré est essentiellement composé de chênes pédonculés et de chênes pubescents. La strate herbacée est, quant à elle, composée de plantes typiques des landes et des pelouses calcifuges comme la callune ou la potentille des montagnes. Ces plantes voisinent avec des espèces nettement calcicoles telles que l’astragale à feuilles de réglisse ou la campanule à feuilles de pêcher. Les lisières forestières sont un conservatoire de plantes rares qui sont à l’origine du classement et de la protection du  bois de Grandjean (ZNIEFF). Ont été recensées les plantes suivantes :
- le peucédan des montagnes[Quoi ?]. C’est une grande ombellifère à fleurs blanches, très rare dans les plaines atlantiques. Le bois de Grandjean est un des rares sites poitevins où elle a été recensée ces dernières années ;
- l’arabette glabre. C’est une robuste crucifère à fleurs blanc jaunâtre qui n’a été recensée que dans un nombre très limité de sites dans le département de la Vienne ;
- l’avoine de Loudun[Quoi ?] a été découverte et décrite dans les environs pour la première fois par le botaniste poitevin Delastre en 1834. Cette graminée aux gaines foliaires typiquement comprimées à deux tranchants existe toujours à la lisère du bois de Grandjean. Toutefois, elle est très peu abondante ;
- l’orchis singe. C’est une orchidée rare en Poitou. Elle affectionne plus particulièrement les lisières des boisements thermophiles ;
- la véronique d’Orsini. Il s’agit d’une plante que l’on trouve surtout dans l’Est de la France. Elle n’a été recensée en Poitou que dans quelques rares sites.

La flore des zones hydromorphes est composée des plantes communes aux autres sites de même biotope situés en Poitou. En revanche, celle des chemins et des clairières sablonneuses présente diverses petites espèces annuelles plus ou moins exceptionnelles telles que le céraiste à cinq étamines ou le géranium grêle.

#### Les arbres remarquables
Selon l'Inventaire des arbres remarquables de Poitou-Charentes, il y a cinq arbres remarquables sur la commune qui sont un mûrier noir, un araucaria du Chili, un charme commun, un cèdre de l'Atlas et un érable negundo panaché.